# 362238 Shisseh
362238 Shisseh este o planetă minoră (asteroid) din centura de asteroizi. A fost descoperită pe 19 mai 2009 la Vicques⁠(d) de Michel Ory⁠(d). 
Obiectul prezintă o orbită caracterizată de o semiaxă mare de 2,5658414066073 UAi, o excentricitate de 0,17, o înclinație de 12,7 ° în raport cu ecliptica.